# Pașaport românesc

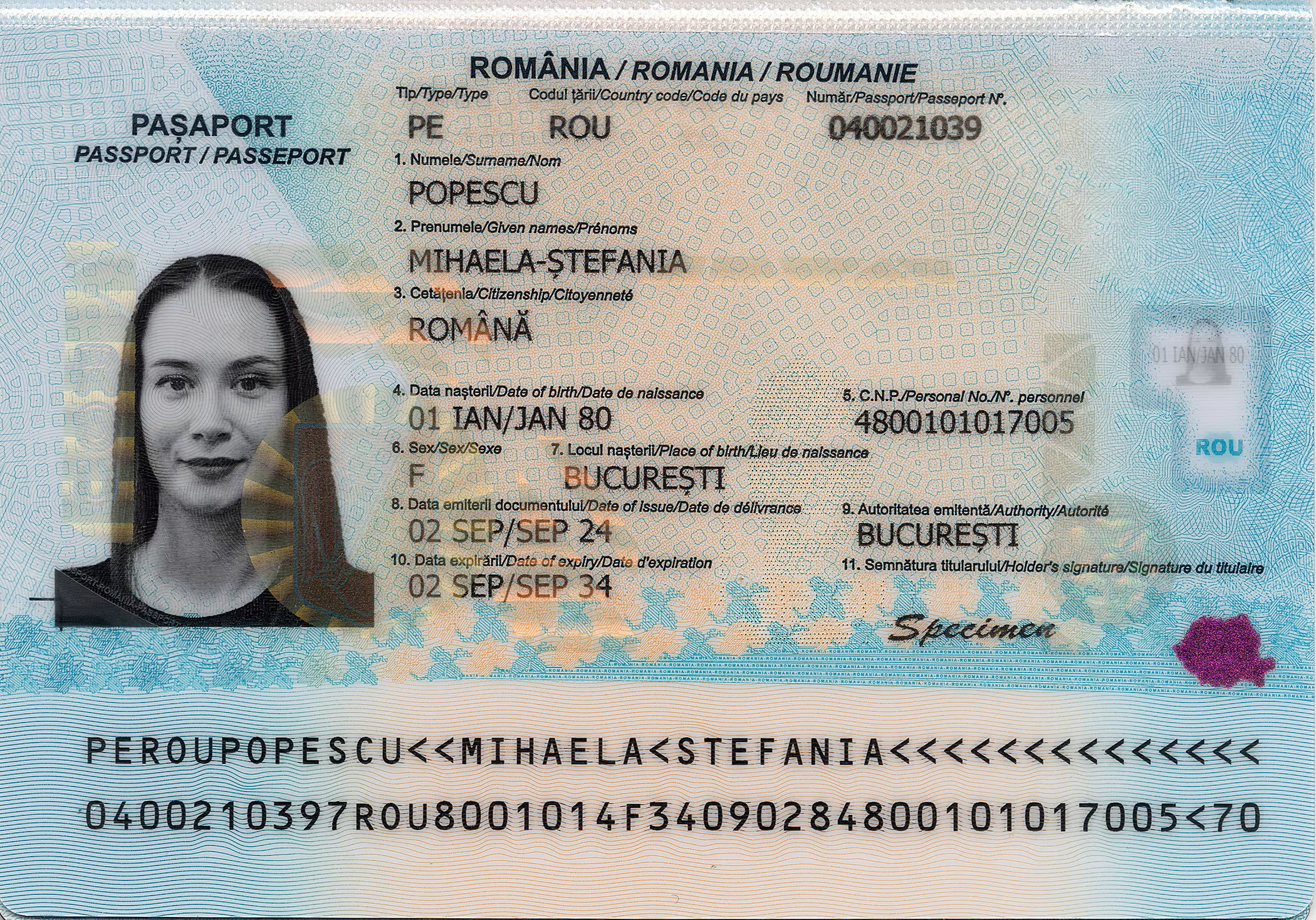
Începând cu data de 04 septembrie 2024, România pune în circulație a patra generație de pașapoarte electronice.

Pașaportul românesc este un act de identitate internațional, folosit în special în afara granițelor României, care oferă posibilitatea cetățenilor români de a intra și de a ieși din țară prin orice punct de trecere a frontierei de stat deschis publicului și de a circula prin lume. În afara României, pașaportul dă dreptul de asistență și protecție a cetățeanului român, de către misiunile diplomatice și ambasadele României.
Pașapoarte românești sunt eliberate de către Ministerul Afacerilor Interne prin Serviciul Public Comunitar de Pașapoarte.
România a devenit membru al Uniunii Europene la 1 ianuarie 2007 și a început eliberarea pașapoartelor biometrice europene la 31 decembrie 2008.  Pașapoarte nebiometrice, de tip vechi, au fost eliberate până toamna 2009 , când toate oficiile au obținut echipament corespunzător pentru eliberarea pașapoartelor europene biometrice de tip nou. 
De asemenea, pentru a călători în Uniunea Europeană, cetățenii români pot folosi cartea de identitate .

## Tipurile de pașapoarte românești
Tipurile de pașapoarte sunt: 
- Diplomatic
- De serviciu
- Simple (biometrice): valid 10 ani pentru persoane cu vârsta peste 18 ani, 5 ani pentru cei cu vârsta cuprinsă între 12 și 17 ani, 3 ani pentru copii sub vârsta de 12 ani;
- Simple (temporare): valid 12 luni, emis sub forma unui document de călătorie urgent.

Pașaportul simplu biometric are următoarele imagini de fundal: Delta Dunării (pagina 4), Babele(p. 6), Lacul Roșu (p. 8), Sfinxul din Parcul Național Bucegi (p. 10), Peștera Scărișoara (p. 12), Detunatele din Munții Metaliferi (p. 14), Mausoleul de la Mărășești (p. 16),  Arcul de Triumf (p. 18), orașul medieval Sighișoara (p. 20), Cetatea Sucevei (p. 22), Castelul Corvinilor (p. 24), Mănăstirea Curtea de Argeș (p. 26), Mănăstirea Tismana (p. 28), Mănăstirea Bârsana (p. 30).

## Pagina de informații
Pașaportul românesc include următoarele informații:
- Fotografia aplicantului
- Tipul (PE)
- Codul țării (ROU)
- Numărul pașaportului
- Codul numeric personal (CNP)
- Numele de familie
- Prenumele
- Cetățenia
- Data nașterii
- Sexul
- Locul nașterii
- Data emiterii
- Data expirării
- Autoritatea emitentă
- Semnătura deținătorului

Pagina de informații se termină cu zona de citire optică. Pagina cu informații este redactată în română, engleză și franceză.

## Galerie cu vechile pașapoarte românești

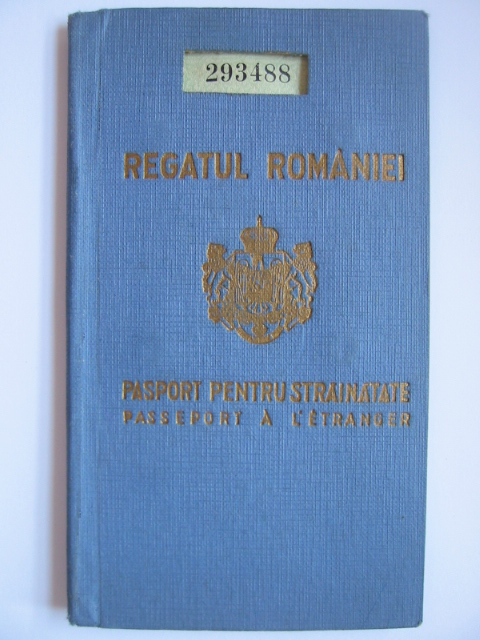
Regatul României Pașaport românesc (1932 - 1947)
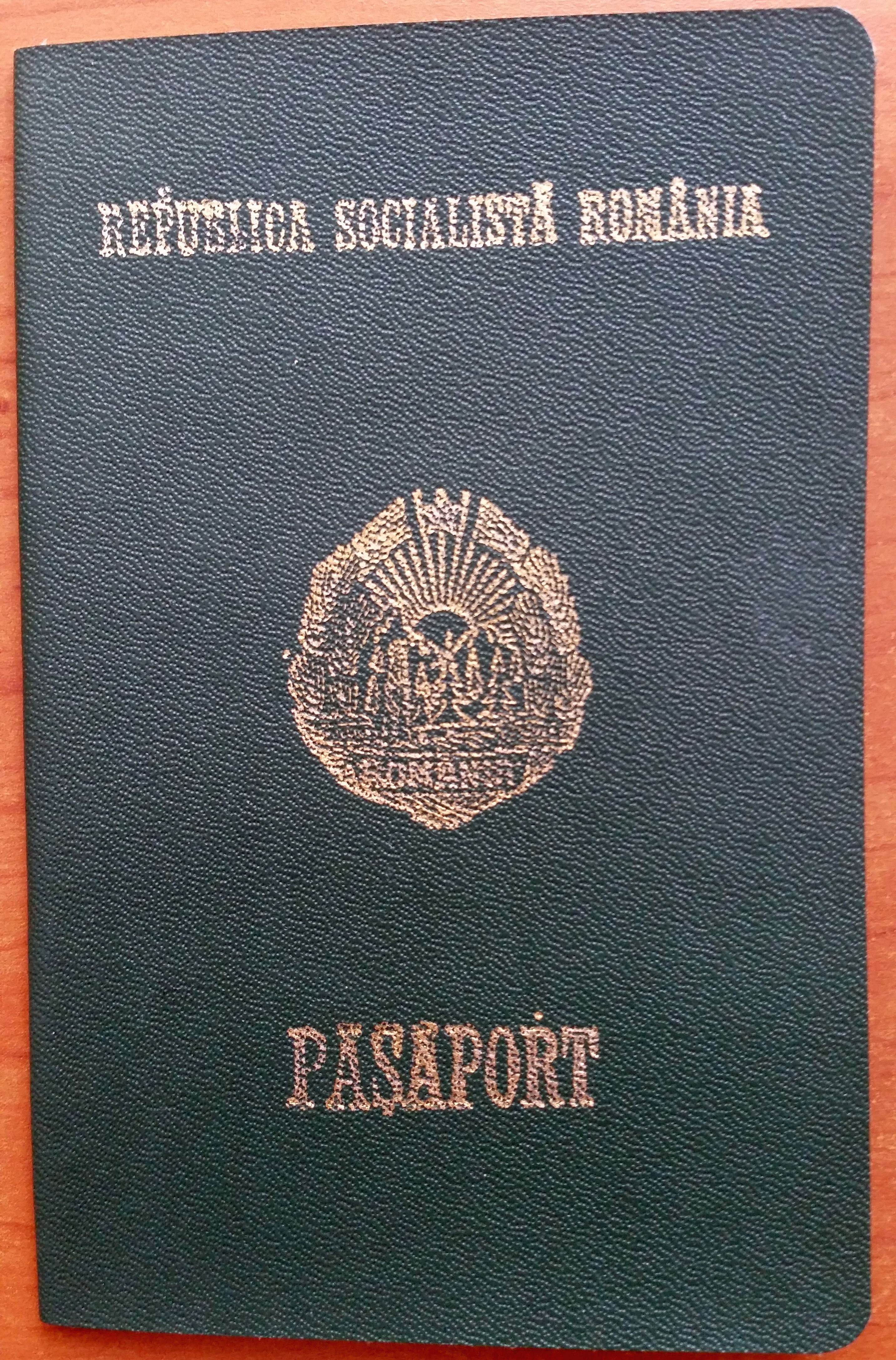
Pașaport din perioada Republicii Socialiste România emis în 1985 (ianuarie 1967 - august 1991)
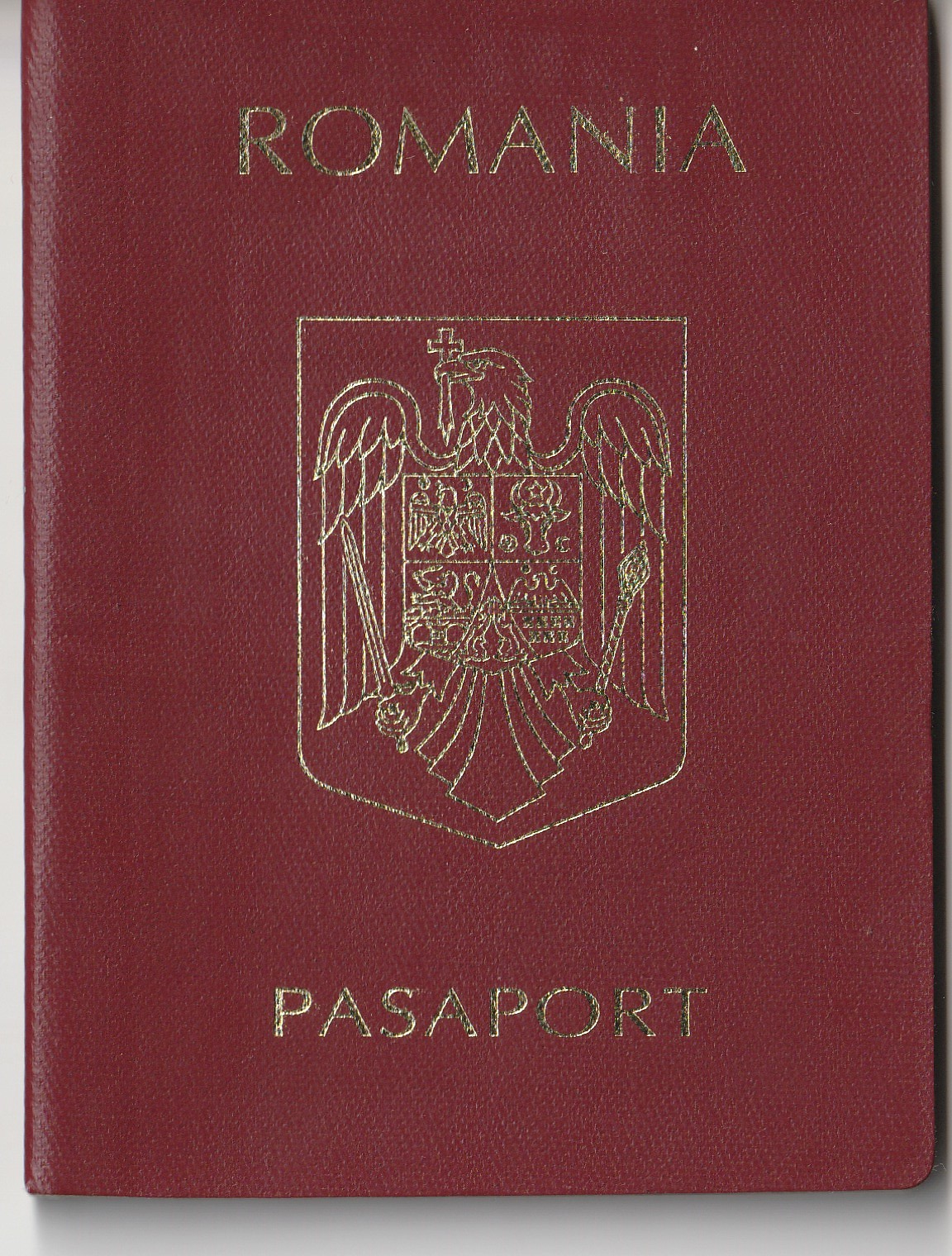
Pașaport românesc emis în Ianuarie 2000 (Iunie 1994 - Ianuarie 2002)
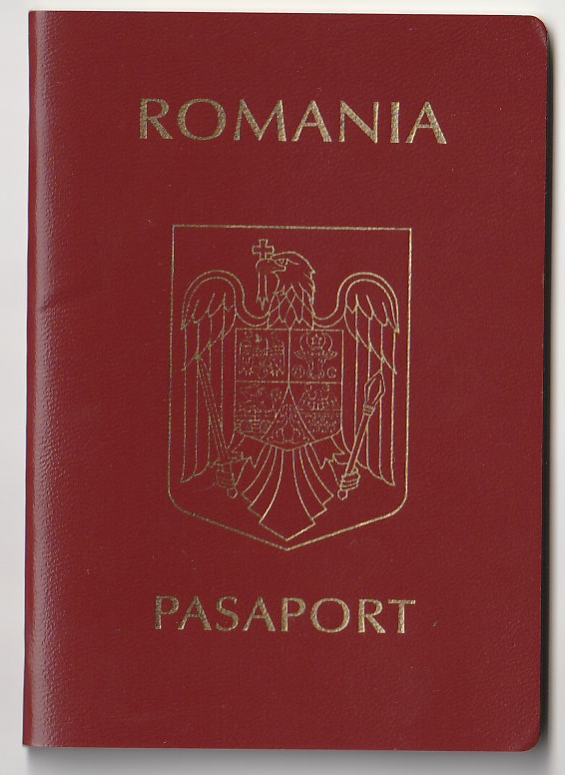
Pașaport românesc emis în Iunie 2007 (Ianuarie 2002 - Decembrie 2008)
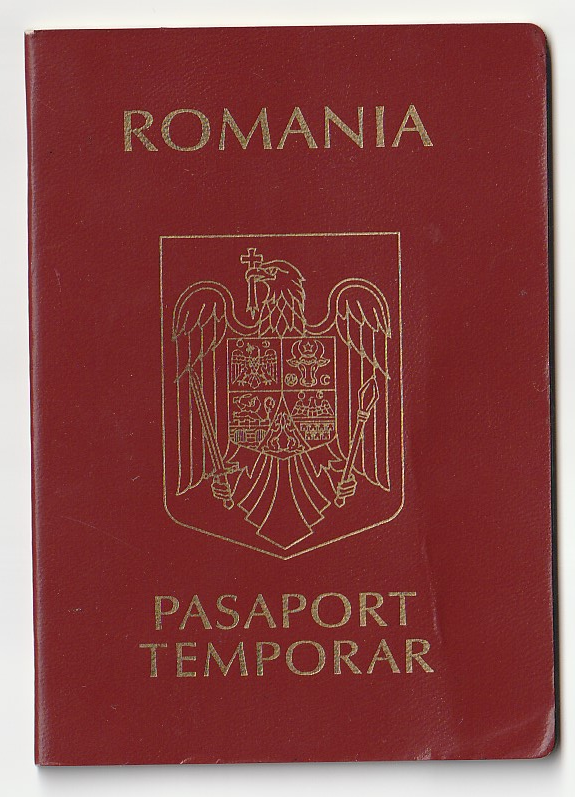
Pașaport temporar românesc emis în Noiembrie 2011
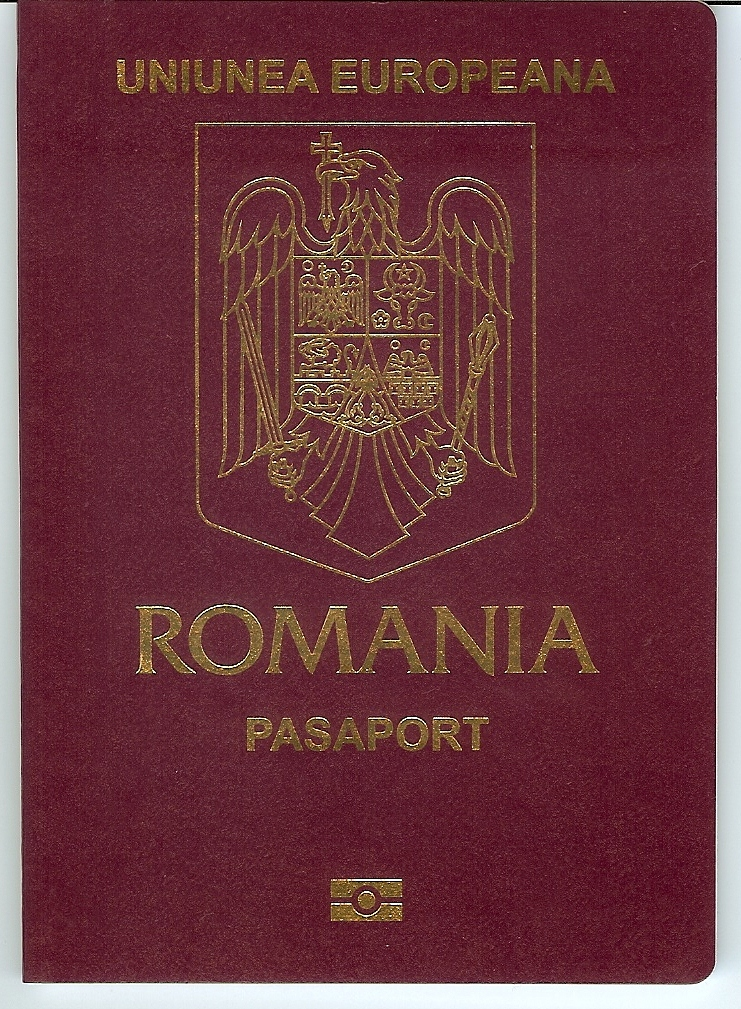
Pașaport biometric românesc (UE) (2008 - 2011)
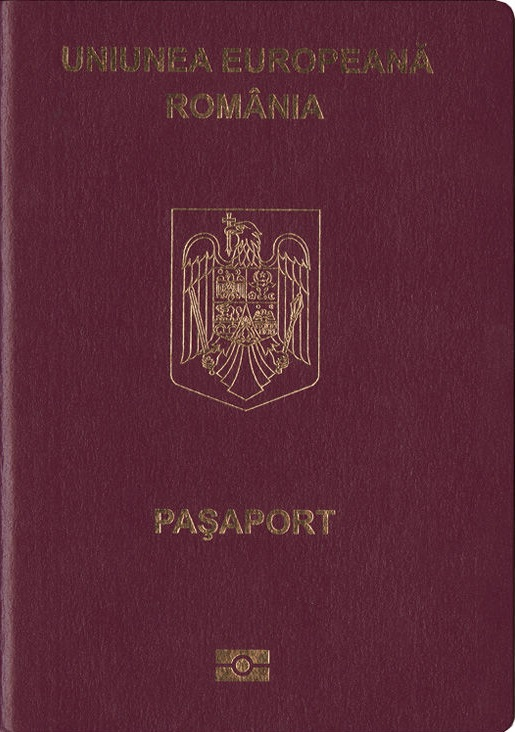
Pașaport biometric românesc (UE) (2011 - 2019)
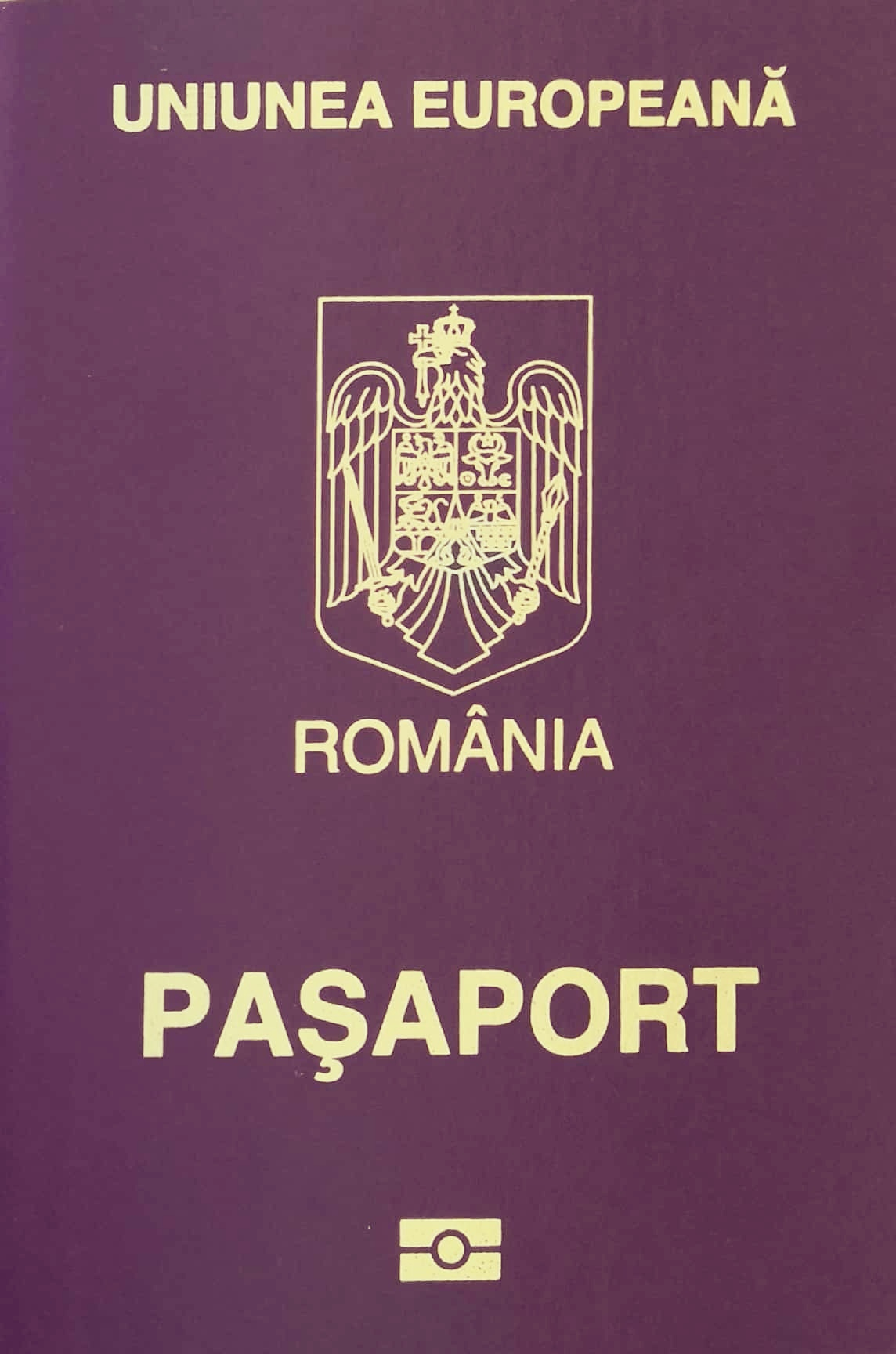
Pașaport biometric românesc (UE) (2019 - 2024)
- Pașaport biometric românesc (UE) (2024 - )

## Zonă citire optică, automată
Cele doua linii din partea de jos a documentului sunt specificate in Documentul ICAO 9303 care conține toate datele documentului pentru a fi prelucrate automat.
Pasaportul Românesc in anul 2020 are 2 linii a 44 caractere in zona MRZ (machine readable zone)
Linia 1:
```
IDROUNUME<FAMILIE<<PRENUME<<<<<<<<<<<<<<<<<<
```

Datele codificate (toate spatiile sunt convertite la "<"):
| Grup caractere | Camp                              | Valoare      |
| -------------- | --------------------------------- | ------------ |
| 1-2            | Tip document                      | PE           |
| 3-5            | Tara                              | ROU          |
| 5-36           | Nume familie                      | NUME FAMILIE |
|                | separator nume familie si prenume | <<           |
|                | Prenume                           | PRENUME      |

Linia 2:
```
123456<<<5ROU8702126F14100882870212450080<16
```

Datele codificate:
| Grup caractere | Camp                                                               | Valoare       |
| -------------- | ------------------------------------------------------------------ | ------------- |
| 1-9            | Serie și număr document, se completează cu "<" pana la 9 caractere | 123456        |
| 10             | Cod Validate pentru grupul 1-9                                     | 5             |
| 11-13          | Naționalitate                                                      | ROU           |
| 14-19          | AA-LL-ZZ data nașterii                                             | 870212        |
| 20             | Cod Validare pentru grupul 14-19                                   | 6             |
| 21             | Sex                                                                | F             |
| 22-27          | AA-LL-ZZ data expirării                                            | 141008        |
| 28             | Cod Validare pentru grupul 22-27                                   | 8             |
| 29-42          | CNP complet (se completează cu "<" pana la 21 caractere)           | 2870212450080 |
| 43             | Cod Validare pentru grupul 29-42                                   | 1             |
| 44             | Cod Validare grupurile 1-10 14-20 22-43                            | 6             |